# Oberdiessbach
Oberdiessbach (toponimo tedesco; fino al 1870 Diessbach o Diessbach bei Thun) è un comune svizzero di 3 523 abitanti del Canton Berna, nella regione di Berna-Altipiano svizzero (circondario di Berna-Altipiano svizzero).

## Storia
Nel 1818 ha inglobato il comune soppresso di Glasholz, nel 1887 quello di Hauben, il 1° gennaio 2010 quello di Aeschlen e il 1° gennaio  2014 quello di Bleiken bei Oberdiessbach.

## Monumenti e luoghi d'interesse

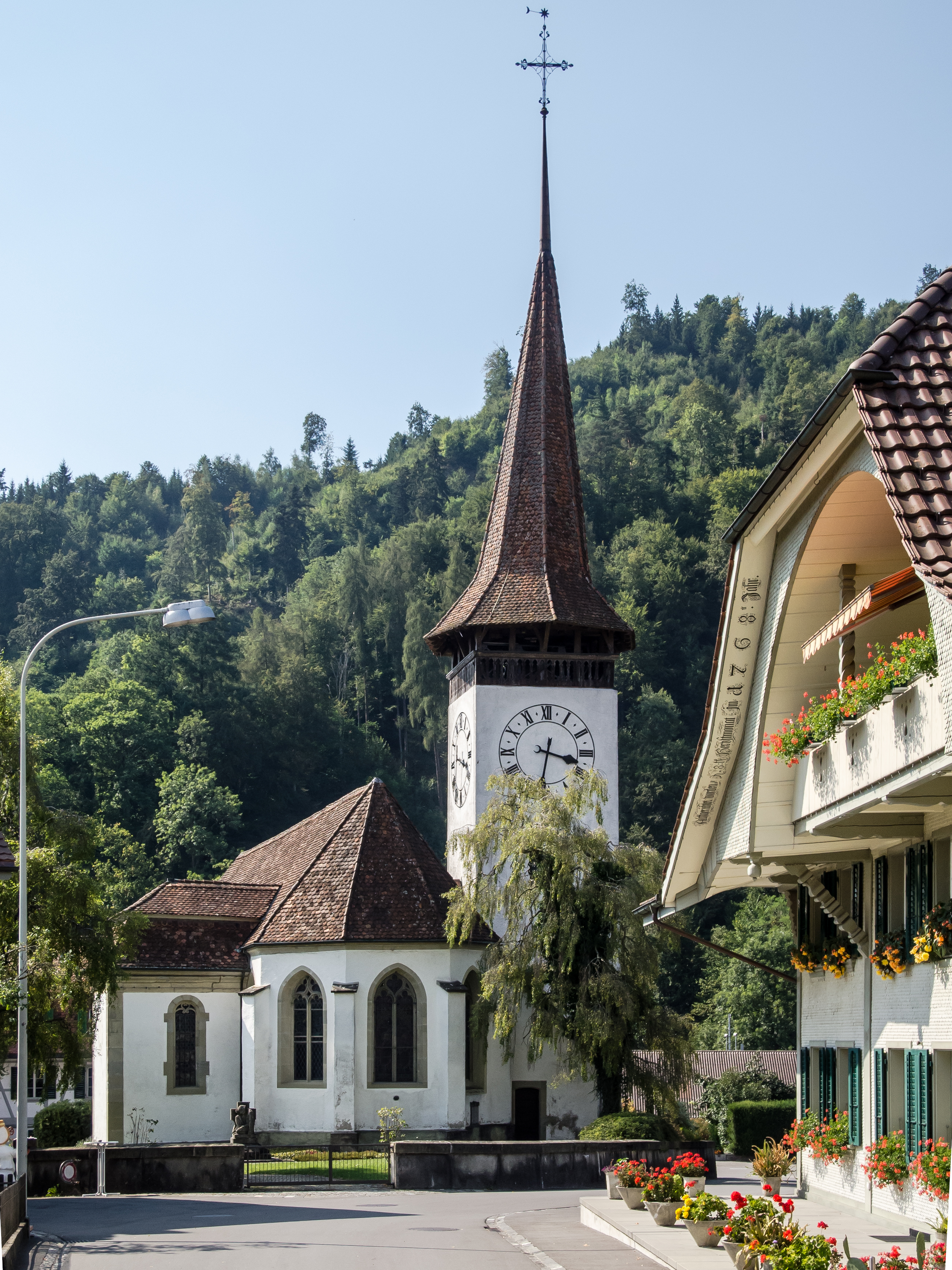
La chiesa riformata

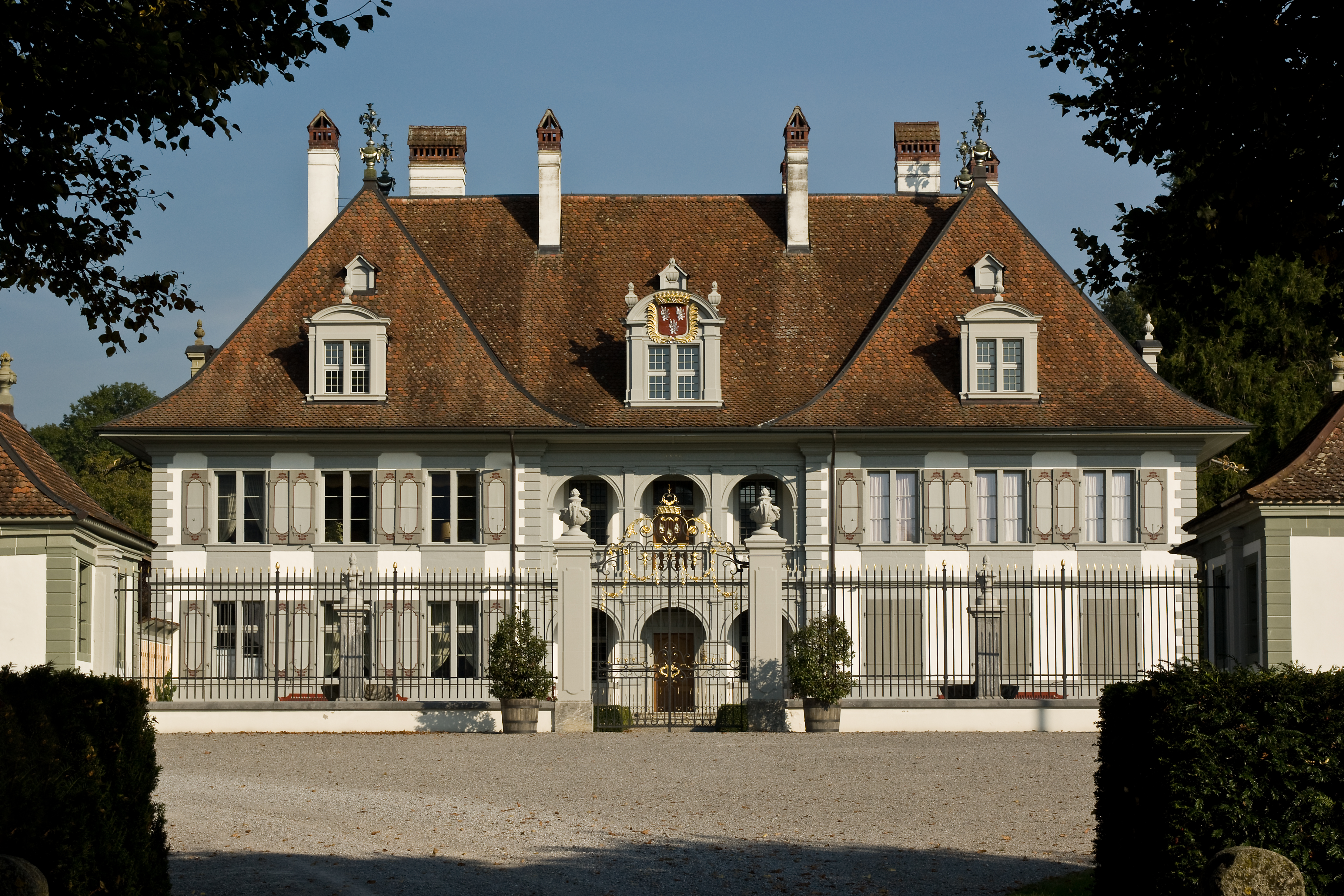
Il Castello Nuovo

- Chiesa riformata (già di San Nicola), attestata dal 1266 e ricostruita nel 1498[1];
- Castello Nuovo, eretto nel 1668 da Albrecht von Wattenwyl[1].

## Società

### Evoluzione demografica
L'evoluzione demografica è riportata nella seguente tabella:
Abitanti censiti

## Geografia antropica
- Aeschlen[4]
  - Bareichten
  - Bittmoos
- Bleiken bei Oberdiessbach[5]
  - Egglen
  - Kirch
  - Niederbleiken
  - Oberbleiken
- Glasholz[1]
- Hauben[6]

## Infrastrutture e trasporti
Oberdiessbach è servito dall'omonima stazione sulla ferrovia Burgdorf-Thun.

## Amministrazione
Ogni famiglia originaria del luogo fa parte del cosiddetto comune patriziale e ha la responsabilità della manutenzione di ogni bene ricadente all'interno dei confini del comune.